# Der Tagesspiegel
«Der Tagesspiegel» (укр. Дзеркало дня) – багатотиражна щоденна німецькомовна газета видавництва «Der Tagesspiegel GmbH» зі штаб-квартирою в Берліні (Німеччина), заснована в 1945 році. Друкується в широкоформатному форматі. Видання має ліберально-консервативний ухил.